# Riceville (Iowa)
Pour les articles homonymes, voir Riceville.
Riceville est une ville des comtés de Howard et Mitchell dans l'État de l'Iowa, aux États-Unis.
La population comptait 502 habitants au recensement de 2010.